# 亀明駅
亀明駅（クミョンえき）は、大韓民国釜山広域市北区にある釜山交通公社2号線の駅である。駅番号は232。

## 駅構造
相対式ホーム2面2線の地下駅。フルスクリーンタイプのホームドアが設置されている。

### のりば
| 上り | 2号線 | 萇山方面 |
| 下り | 2号線 | 梁山方面 |

## 歴史
- 1999年6月30日 - 開業。

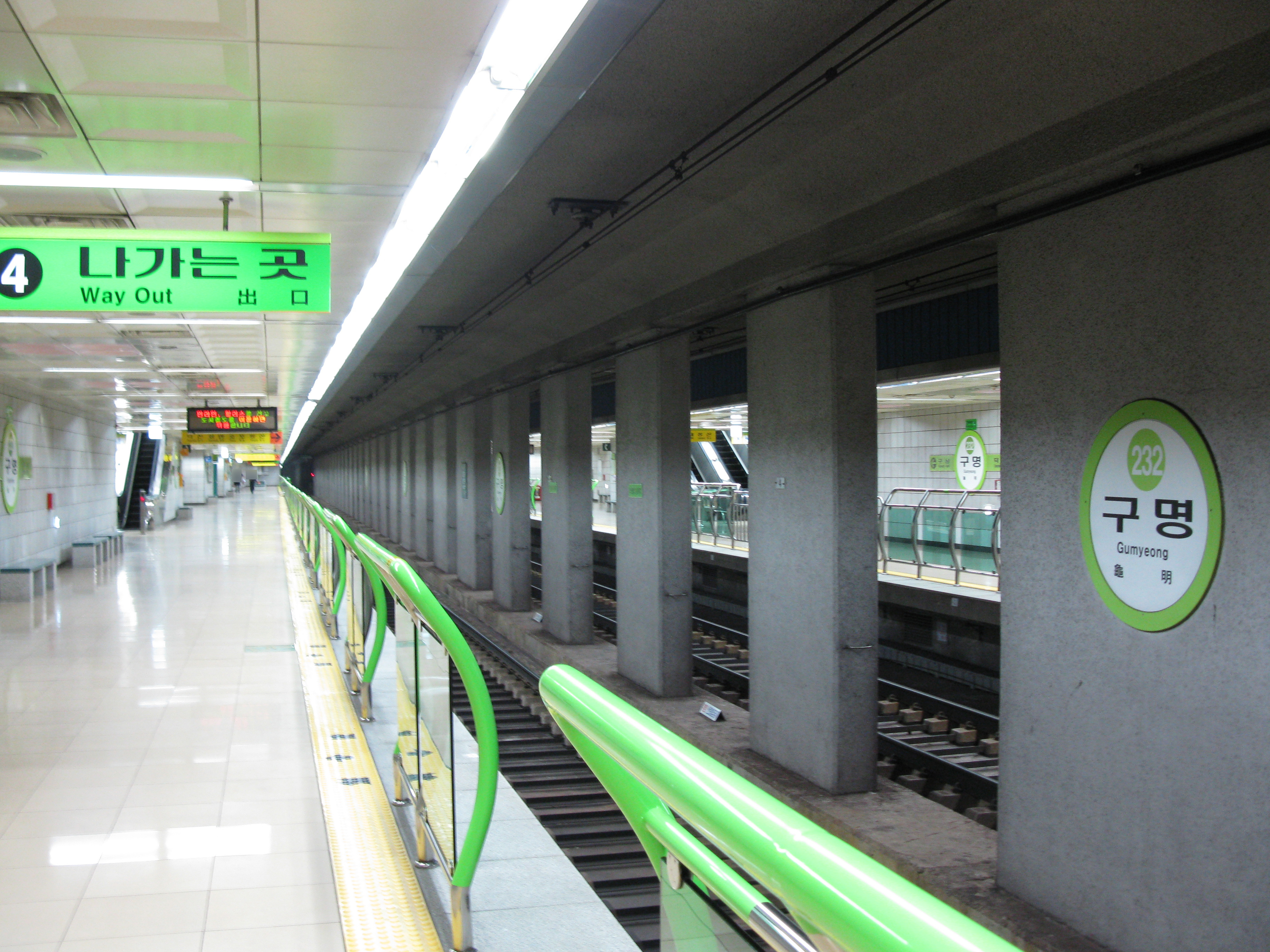
ホームドア設置前（2009年2月）

## 駅周辺
- 韓国鉄道公社・釜山交通公社亀浦駅 - 乗換駅ではない。
- 釜山北部警察署亀浦地区隊
- 亀浦初等学校
- ガラム中学校
- 釜山科学技術大学校
- 釜山学生芸術文化会館

## 隣の駅
釜山交通公社
 2号線
亀南駅 (231) - 亀明駅 (232) - 徳川駅 (233)